# 罗士瓒
罗士瓒，广东东莞人，是一名清朝政治人物。
罗士瓒曾于1736年接替裘严生任南汇县知县一职，1737年由陈京接任。